# Platinum Dunes
Platinum Dunes ist eine Filmproduktionsgesellschaft. Sie wurde von den Produzenten Michael Bay, Andrew Form und Brad Fuller im Jahr 2003 gegründet, um vornehmlich Neuverfilmungen erfolgreicher Horrorfilme der 1970er zu produzieren.

## Geschichte
Die ersten beiden Produktionen des Unternehmens, die Remakes von Texas Chainsaw Massacre und Amityville Horror, spielten weltweit jeweils mehr als 100 Millionen Dollar ein.
Die Comicverfilmung Teenage Mutant Ninja Turtles (2014) war der erste Film für Platinum Dunes, der kein Horrorfilm war. In den Jahren darauf wurden mit der Fortsetzung Teenage Mutant Ninja Turtles: Out of the Shadows und Bumblebee darüber hinaus zwei weitere Filme produziert, die nicht dem Horrorgenre zuzuordnen sind.
2019 erschien mit 6 Underground auf Netflix die erste Produktion von Platinum Dunes, bei der Michael Bay selbst Regie führte.

## Produktionen
- 2003 Michael Bay’s Texas Chainsaw Massacre (Regie: Marcus Nispel)
- 2005 Amityville Horror – Eine wahre Geschichte (Regie: Andrew Douglas)
- 2006 Texas Chainsaw Massacre: The Beginning (Regie: Jonathan Liebesman)
- 2007 The Hitcher (Regie: Dave Meyers)
- 2009 The Unborn (Regie: David S. Goyer)
- 2009 Freitag der 13. (Regie: Marcus Nispel)
- 2009 Horsemen (Regie: Jonas Åkerlund)
- 2010 A Nightmare on Elm Street (Regie: Samuel Bayer)
- 2013 The Purge – Die Säuberung (Regie: James DeMonaco)
- 2014 The Purge: Anarchy (Regie: James DeMonaco)
- 2014 Teenage Mutant Ninja Turtles (Regie: Jonathan Liebesman)
- 2014 Ouija – Spiel nicht mit dem Teufel (Regie: Stiles White)
- 2015 Project Almanac (Regie: Dean Israelite)
- 2016 Teenage Mutant Ninja Turtles: Out of the Shadows (Regie: Dave Green)
- 2016 The Purge: Election Year (Regie: James DeMonaco)
- 2016 Ouija: Origin of Evil (Regie: Mike Flanagan)
- 2018 A Quiet Place (Regie: John Krasinski)
- 2018 The First Purge (Regie: Gerard McMurray)
- 2018 Bumblebee (Regie: Travis Knight)
- 2019 6 Underground (Regie: Michael Bay)
- 2020 A Quiet Place 2 (Regie: John Krasinski)
- 2020 Songbird (Regie: Adam Mason)
- 2021 The Forever Purge (Regie: Everardo Gout)
- 2025 Drop – Tödliches Date (Regie: Christopher Landon)